# Belonging (Angel)
Belonging conocido en América Latina y en España como El portal. Es el décimo noveno episodio de la segunda temporada de la serie de televisión estadounidense Ángel. Escrito por Shawn Ryan y dirigido por Turi Meyer. El episodio se estrenó originalmente el 1 de mayo del año 2001 por la WB Network. En este episodio Ángel y la pandilla tratan de resolver un caso relacionado con un demonio proveniente de una dimensión que el alfitrion parece conocer mejor que nadie. 

## Argumento
En un restaurante caro, el equipo entero de Investigaciones Ángel celebra el más reciente rol que Cordelia ha ganado. Desafortunadamente Cordelia se intoxica por un platillo que Ángel le invitó.
Al día siguiente Lindsey habla con sus padres y tiene una tensa conversación con su padre cuando trata de felicitarlo por su cumpleaños. En el set del comercial en el que va aparecer Cordelia, la misma es "avergonzada" cuando su jefe intenta defenderla del director que solo quiere explotarla en el comercial. 
El Hyperion es visitado por Rondall y George, dos miembros de la pandilla de Gunn que quieren la ayuda de su ausente líder para eliminar a unos vampiros.Lamentablemente Gunn ya había hecho un compromiso con IA para matar a un demonio y acaba cediéndoles las llaves de su camioneta con la condición que lo esperen para resolver su problema. En Caritas, un feo y grande demonio gris entra al canta bar mediante un portal que se abre en el escenario. 
Angel y Wesley regresan de matar a al demonio Haklar y se encuentran con una desolada Cordelia que abandonó el set por las acciones de Ángel. De repente al hotel llega el Anfitrión que viene a pedir la ayuda del equipo para que rastreen a un Dokler, el demonio que invadió su negocio. El alfitrion le advierte al equipo que el demonio es muy peligroso y que deben eliminarlo antes de que se alimente y obtenga poder.
El Dokkler se abre paso por la ciudad y mata dos hombres para alimentarse de su piel. Poco después secuestra a una mujer que pasaba por ahí. Mientras realizan la investigación, Cordelia tiene una visión de una chica en una biblioteca que lee un libro y después desaparece. Ángel, Wesley, Cordelia y el Anfitrión van a la biblioteca donde encuentran el libro de la visión de Cordy, y descubren que la chica de la vision, Wini"Fred" Burkle, ha estado desaparecida por 5 años. Cordelia cree que el pasaje que leyó Fred puede servir de algo, pero al leerlo abre un portal que transporta a otro demonio, uno muy parecido a Lorne.   
El demonio resulta ser Lander, un primo del alfitrion que lo llama por un nombre distinto, aunque el alfitrion prefiere el nombre de Lorne para abreviar. Lander le confirma al equipo que el y Lorne pertenecen a una raza de demonios guerreros que tienen poderes especiales para rastrear a sus adversarios leyendo sus auras, de la misma manera que Lorne lo hace en su canta bar.
Dado que Lander se ofrece a luchar contra el Dokler y a pesar de las quejas de Lorne, el equipo aceptan la ayuda del demonio extranjero para eliminar al Dokler. Luchando juntos, Lander y Ángel consiguen eliminar al Dokler y salvar a la víctima mujer. Durante la batalla Lander es mordido por el Dokler, cuya mordida es mortal para su raza, afortunadamente Cordelia comprende que el libro que abre portales funciona de "lados opuestos" y visitando el escenario de Caritas (que fue la entrada del Dokler) el equipo consigue regresar a Lander a su dimensión. Una vez que Lander se va el equipo trata de retirarse pero se dan cuenta de algo: Cordelia también ha sido enviada a la dimensión.

## Elenco
- David Boreanaz como Ángel.
- Charisma Carpenter como Cordelia Chase.
- Alexis Denisof como Wesley Wyndam Pryce.
- J. Agust Richards como Charles Gunn.

## Continuidad
- Este es el último episodio que muestra a Cordelia tratando de convertirse en una actriz.
- Ángel parece mostrar algunos sentimientos por Corderlia al molestarse con el director que insultó a la misma.
- En este episodio se revela que el verdadero nombre del alfitrion es Lorne. También se revela a qué raza de demonios pertenece y desencadena el arco de las aventuras en Pylea, Cordelia es la primera en viajar y los demás la siguen en el episodio siguiente.
- En una visión de Cordelia se puede ver a Fred por primera vez, otra protagonista de la serie.